# Android 7.1
Android 7.1 es la primera actualización trimestral de Nougat que trae pequeños cambios en la interfaz de Android; la principal novedad de Android 7.1 son los nuevos tipos de accesos directos a los que accederemos directamente desde los iconos de las aplicaciones con una pulsación prolongada, como por ejemplo, al estilo 3D Touch de los iPhone.
Una de las novedades del Android 7.1 es la implementación de un sistema de almacenamiento inteligente, que puede resultar muy útil, sobre todo, de cara a los usuarios que cuenten con un dispositivo cuya capacidad de almacenamiento no sea demasiado elevada, o simplemente no cuenten con soporte para tarjetas microSD.

## Características
- Android 7.1 trae accesos directos de las aplicaciones; los cuales permiten acceder a distintas funciones o apartados de la aplicación sin tener que abrirla antes.

- Posee una nueva sección de Ayuda en los ajustes, y rediseñaron las sugerencias.

- Agregó al menú la opción Liberar espacio. La nueva opción de liberar espacio viene acompañada del almacenamiento inteligente de Google Fotos para que automáticamente borre las fotos y vídeos antiguos con copia de seguridad de nuestro dispositivo.

- Los teclados podrán adjuntar imágenes, stickers y GIFs animados en las aplicaciones que soporten este tipo de archivos.

- Agregó la opción de Reiniciar el dispositivo.

- Agregó la opción de ajustes rápidos y control de volumen.

- Metadatos en los fondos animados.

- La Cámara de Google de los Nexus y Pixel se actualiza a la versión 4.2 para ofrecer el control para corregir la exposición y tres tipos de cuadrículas.[3]